# Розбій
Розбій — у кримінальному праві України та багатьох зарубіжних держав насильницько-корисливий злочин проти власності. У Кримінальному кодексі України (ч. 1 ст. 187) розбій визначений як напад з метою заволодіння чужим майном, поєднаний із насильством, небезпечним для життя чи здоров'я особи, яка зазнала нападу, або з погрозою застосування такого насильства.
У кримінальних законодавствах багатьох держав розбій традиційно входить до тріади «крадіжка» — «грабіж» — «розбій» і є найнебезпечнішим серед цих посягань.
У кримінальному праві Англії та держав, що сприйняли англо-саксонську правову традицію, поняття «розбій» не використовується для найменування (позначення) кримінального правопорушення — дії, аналогічні розбою, охоплюються поняттям «пограбування» (англ. robbery).

## Історія

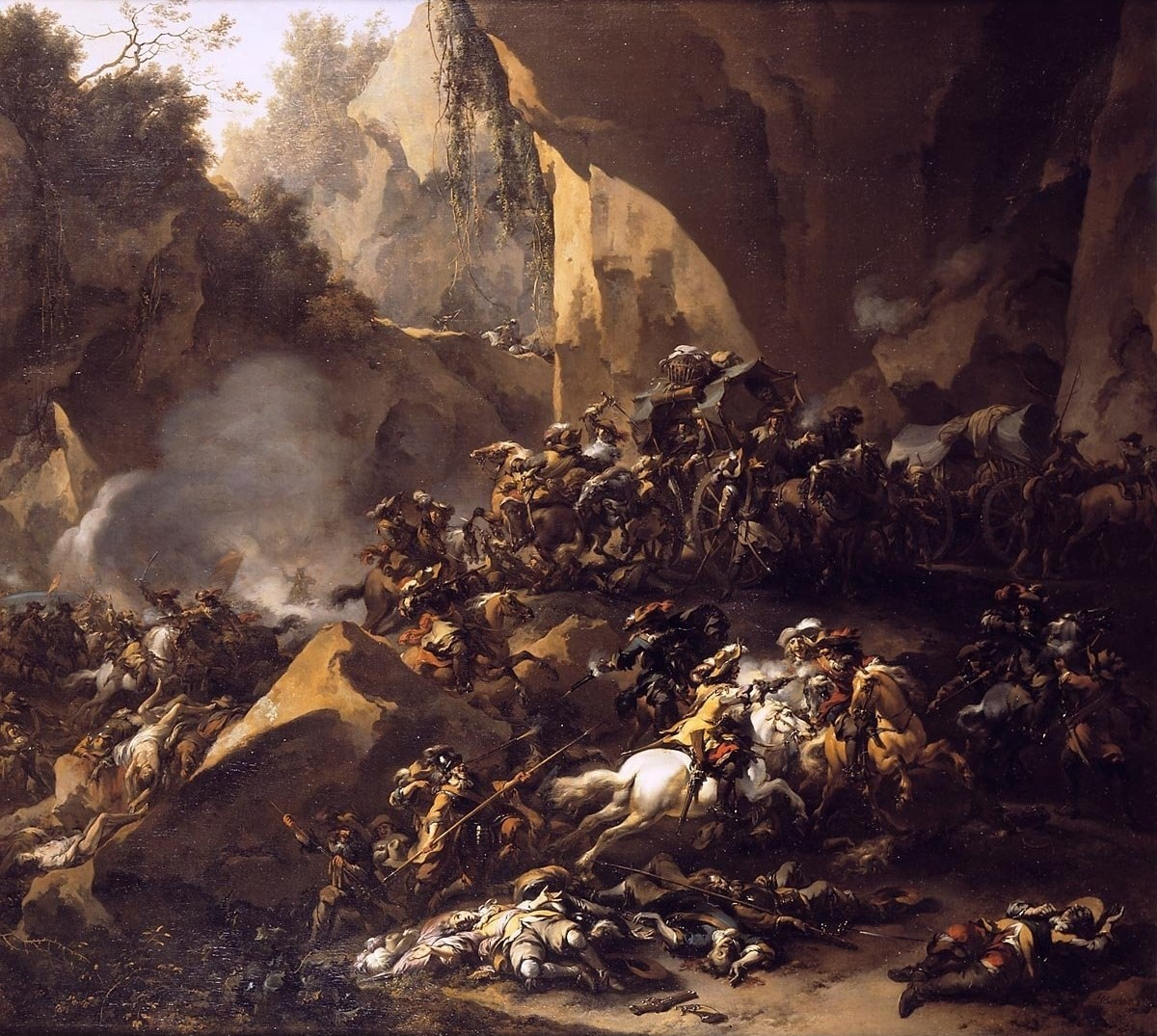
Подорожні зазнають атаки розбійників. Картина Ніколаса Берхема (близько 1670)

Розбій з давніх-давен відомий кримінальному праву різних народів. У кримінальному праві Київської Русі одна з перших згадок про розбій зустрічається в ст. 7-й Договору князя Олега з греками 911 року. За цією нормою, якщо хто-небудь з русів одноосібно або «дружинно» (у складі групи осіб) стане допитувати господаря речі, і явно через насильство щось візьме, то платить за це втроє. Така норма в русько-візантійському договорі на думку Д. Г. Тальберга з'явилась за ініціативою греків, бо саме греки часто страждали від розбійницьких нападів русів.
Руська Правда згадує про розбій у зв'язку з учиненням іншого злочину — вбивства в розбої (ст. 7 Просторової редакції Руської Правди). Формулювання цієї статті «убивство на/в розбої без всякої свади» на думку одних авторів (І. Б. Раковецький, М. М. Рибушкін) означало випадки розбійного, корисливого, заздалегідь обдуманого вбивства, а на думку більшості інших (М. Ф. Володимирський-Буданов, Д. Г. Тальберг, Р. Є. Токарчук та ін.) — тут мовиться про зловмисне, нагле (підступне), обдумане, не спровоковане («без свади») з боку потерпілого убивство, без мети пограбування. За цією статтею переслідувалася зловмисність волі нападника, який безпричинно затіяв бій. «Убивство в розбої» каралося найсуворішим покаранням, відомим Руській Правді — «потоком та розграбуванням», тобто винний у злочині разом із дружиною та дітьми підлягав вигнанню з громади, а його майно конфісковували.
Перший Литовський статут, як і наступні його редакції, виділяв розбій поряд з грабежем, «находом» («наїздом») на шляхетський маєток (будинок). Місцем вчинення розбою за Литовським статутом є дорога. При цьому доказом вчинення розбійного нападу слугують рани потерпілого. Якщо поранення супроводжувалося відібранням майна, то розбійника карали смертю, коли ж захоплення майна не відбувалося, то «розбійник має рани йому [потерпілому] платити», але смертній карі не підлягає.

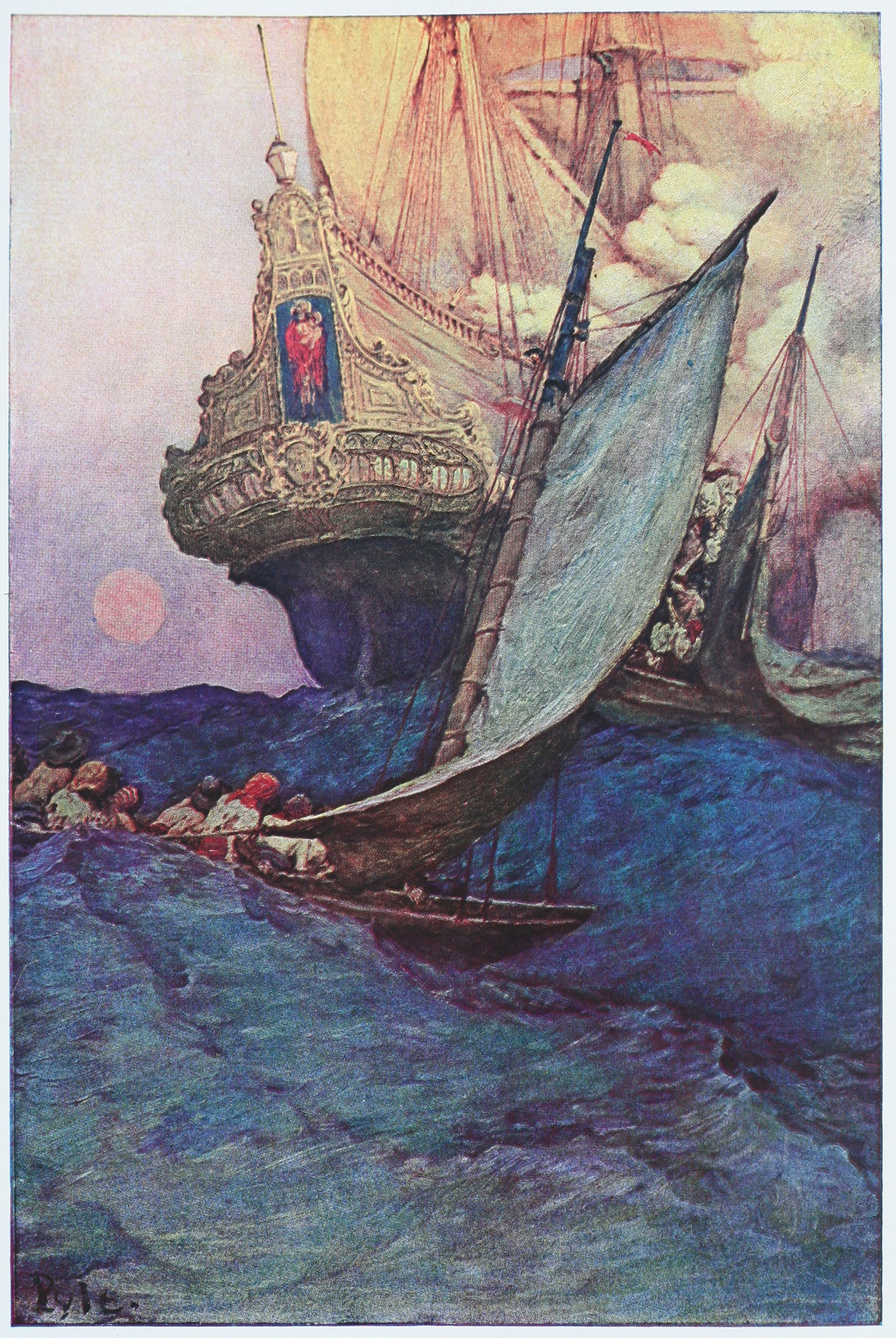
Напад флібустьєрів (морських розбійників) на іспанський корабель. Картина Говарда Пайла (1905)

## Юридичний аналіз злочину
Стаття 187 Кримінального кодексу України складається з чотирьох частин, що містять заборонювальні норми. У частині першій описується основний склад злочину, у другій — кваліфікований, а в частинах третій та четвертій — особливо кваліфіковані склади злочину.

### Основний склад злочину
Розбій належить до найнебезпечніших насильницько-корисливих злочинів. Основним безпосереднім об'єктом злочину є право власності, обов'язковим додатковим об'єктом його виступають життя чи здоров'я потерпілого.
Предметом злочину виступає рухоме майно, яке є чужим для винного.
Об'єктивна сторона злочину за змістом диспозиції ч. 1 ст. 187 КК України полягає у «нападі, поєднаному із насильством, небезпечним для життя чи здоров'я особи, яка зазнала нападу, або з погрозою застосування такого насильства».
Напад при розбої полягає у протиправному впливові на потерпілого під час якого відбуваються, як правило, одночасно (або з дуже незначним розривом у часі): 1) застосування насильства, небезпечного для життя чи здоров'я потерпілого або погроза застосування такого насильства чи приведення потерпілого у безпорадний стан із застосуванням насильства, що є небезпечним для життя чи здоров'я та 2) вилучення майна.
Напад характеризується агресивністю, раптовістю, несподіваністю для потерпілого, короткочасністю; може бути як відкритим, так і таємним (постріл із засідки, удар важким предметом з-за спини потерпілого).
Напад органічно пов'язаний із фізичним або психічним насильством, яке при розбої має так званий інструментальний характер —– виступає способом заволодіння майном. Розбій є закінченим злочином саме з моменту вчинення нападу, при цьому для кваліфікації розбою не має значення було чи не було фактично вилучене майно у потерпілого. В то той же час, на думку П. С. Матишевського, хоча закон визначає розбій за допомогою вказівки на два роди дій, що обираються винним, — напад і насильство — сутність їх одна, оскільки це двоєдиний спосіб заволодінням майном, а тому навряд чи можна встановити, як це намагаються зробити окремі автори, чіткі юридичні критерії, що дозволяють розмежувати напад і насильство.
Поняття «насильство, небезпечне для життя чи здоров'я особи» є оціночною ознакою і його (насильства) небезпечність повинна визначатися слідчим та/чи судом у кожному конкретному випадку на підставі перш за все відповідної медичної документації та конкретних обставин події злочину. Пленум Верховного суду України роз'яснив, що «Небезпечне для життя чи здоров'я насильство (стаття 187, частина третя статті 189 КК) — це умисне заподіяння потерпілому легкого тілесного ушкодження, що спричинило короткочасний розлад здоров'я або незначну втрату працездатності, середньої тяжкості або тяжке тілесне ушкодження, а також інші насильницькі дії, які не призвели до вказаних наслідків, але були небезпечними для життя чи здоров'я в момент їх вчинення. До них слід відносити, зокрема, і насильство, що призвело до втрати свідомості чи мало характер мордування, придушення за шию, скидання з висоти, застосування електроструму, зброї, спеціальних знарядь тощо.». Крім того, «Застосування до потерпілого без його згоди наркотичних засобів, психотропних, отруйних чи сильнодіючих речовин (газів) з метою заволодіння його майном потрібно розглядати як насильство і залежно від того, було воно небезпечним для життя або здоров'я чи не було, кваліфікувати такі дії за частиною другою статті 186 КК або за відповідною частиною статті 187 КК. Якщо застосування таких засобів було небезпечним для життя чи здоров'я потерпілого, але не призвело до заподіяння легкого тілесного ушкодження, що спричинило короткочасний розлад здоров'я або незначну втрату працездатності, середньої тяжкості чи тяжкого тілесного ушкодження, вчинене належить кваліфікувати як розбій лише за умови, що винна особа усвідомлювала можливість заподіяння будь-якого із цих наслідків. Вказане стосується і випадків застосування наркотичних засобів, психотропних, отруйних чи сильнодіючих речовин (газів) під час вимагання» (пункт 10 Постанови Пленуму Верховного суду України від 06.11.2009 № 10 «Про судову практику у справах про злочини проти власності»).
Суб'єкт злочину — фізична осудна особа, яка досягла 14-річного віку (ч. 2 ст. 22 Кримінального кодексу України).
Суб'єктивна сторона злочину характеризується прямим умислом, корисливим мотивом і спеціальною метою заволодіння чужим майном.

### Кваліфікований (ч. 2 ст. 187) та особливо кваліфіковані (чч. 3 і 4 ст. 187) склади злочину
Ч. 2 ст. 187 передбачає відповідальність за вчинення розбою за обтяжуючих обставин, називаючи такими дві альтернативні кваліфікуючі ознаки, а саме вчинення розбою за попередньою змовою групою осіб або вчинення його особою, яка раніше вчинила розбій або бандитизм. 
Чч. 3 та 4 ст. 187 передбачають особливо кваліфіковані склади розбою, якими вважаються:
- вчинення розбою, поєднаного з проникненням у житло, інше приміщення чи сховище  (ч. 3 ст. 187);
- розбій, спрямований на заволодінням майном у великих чи особливо великих розмірах або
- розбій, вчинений організованою групою чи в умовах воєнного або надзвичайного стану або поєднаний із заподіянням тяжких тілесних ушкоджень (ч. 4 ст. 187).